# تغير المناخ في القارة القطبية الجنوبية

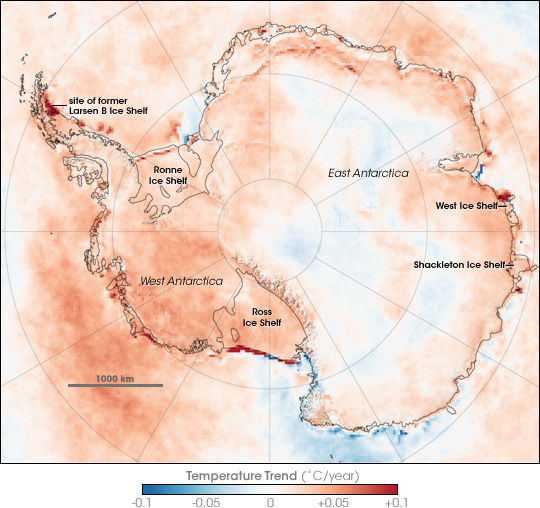
تغير درجات الحرارة خلال عدة سنوات

ربّما تشمل تبعات الاحترار العالمي في القارة القطبية الجنوبيّة ارتفاع درجات الحرارة وزيادة ذوبان الثلوج وفقدان الجليد. قدّرت دراسةٌ موجزة عام 2018 تتضمن حسابات وبيانات من دراساتٍ عديدةٍ أخرى أنّ مجموع فقدان الجليد بلغ 43 جيجا طن في السنة في المتوسط خلال الفترة من 1992 إلى 2002، وارتفع الرقم إلى متوسط 220 جيجا طن في السنة خلال السنوات الخمس من 2012 إلى 2017.

## التأثيرات
إن متوسط ارتفاع درجة الحرارة السطحية على نطاق القارة القطبية الجنوبية موجب وملموس ويقدر بأكثر من 0.05 درجة مئوية في العقد منذ 1957م. ارتفعت حرارة الغطاء الجليدي في غرب القارة القطبية الجنوبية بأكثر من 0.1 درجة مئوية/العقد في السنوات الخمسين الأخيرة، مع حدوث معظم الاحترار في الشتاء والربيع. يعوض عن هذا نوعًا ما التبريد في شرق القارة القطبية الجنوبية أثناء الخريف. يقتصر هذا التأثير على الثمانينات والتسعينات من القرن العشرين.
توصلت الأبحاث التي نشرت في عام 2009 إلى أن درجات الحرارة في القارة قد ارتفعت منذ خمسينيات القرن العشرين، وهو اكتشاف يتماشى مع تأثير تغير المناخ الذي صنعه البشر.
«لا يمكننا أن نثبت ذلك، لكنه بالتأكيد يتوافق مع تأثير غازات الاحتباس الحراري من الوقود الأحفوري، كما قال عالم ناسا درو شيندل، وهو من معدّي الدراسة، وقال إن بعض التأثيرات قد تكون أيضا تغيرًّا طبيعيًّا.»

### العقد الأول من القرن الحادي والعشرين
في عام 2006، اتخذت إدارة المسح البريطاني للقارة القطبية الجنوبية، والتي أجرت غالبية البحوث العلمية البريطانية في المنطقة، المواقف التالية:
الثلج يجعل المناخ البارد حسّاسًا من خلال تقديم ارتجاع إيجابي قوي.
- من الممكن أن يساهم ذوبان جليد القارة القطبية الجنوبية القارية في ارتفاع مستوى سطح البحر عالميًّا.
- إن نماذج المناخ تتوقع سقوط المزيد من الثلوج مقارنة بالذوبان الجليدي خلال الخمسين عامًا القادمة، ولكن النماذج ليست جيدة بالقدر الكافي لكي تكون ذات ثقة في التنبؤ.
- يبدو أن القارة القطبية الجنوبية تَسخن حول الحواف وتبرُد في المركز في نفس الوقت، وعلى هذا فليس من الممكن أن نجزم ما إذا كانت تتعرض لاحترار أو تبريد بشكل كلّي.
- لا يوجد دليل على انخفاض في منسوب بحر القارة القطبية الجنوبية الجليدي.[8]
- بلغت درجة حرارة الأجزاء الوسطى والجنوبية من الساحل الغربي لشبه جزيرة القارة القطبية الجنوبية حوالي 2.4 درجة مئوية. السبب غير معروف. حدثت تغييرات في الغلاف الجوي العلوي فوق القارة القطبية الجنوبية.

تظهر المنطقة التي يحصل فيها أشد تبريد في القطب الجنوبي، أما تلك التي يحصل فيها أشد ارتفاع في درجات الحرارة فتظهر على طول شبه الجزيرة القطبية الجنوبية، والتفسير المحتمل هو أن فقدان الأوزون الممتص للأشعة فوق البنفسجية ربما أدى إلى تبريد طبقة الستراتوسفير وتعزيز الدوامة القطبية، وهو نمط من الرياح الدوارة حول القطب الجنوبي. تعمل الدوامة كحاجز جوي، لمنع الهواء الساحلي الدافئ من الانتقال إلى داخل القارة. يمكن لدوامة قطبية أكثر قوة أن تفسر التبريد في داخل القارة القطبية الجنوبية.
أكد باحثو وكالة ناسا في دراستهم الأخيرة (20 سبتمبر 2007) أن الثلج في القارة القطبية الجنوبية يذوب بعيدًا عن الساحل إلى داخل القارة بمرور الوقت، ويذوب على ارتفاعات أعلى من أي وقت مضى، وكذلك فإنه يذوب على نحو متزايد على أكبر جرف جليدي في القارّة القطبيّة الجنوبيّة.
هناك أيضًا أدلّةُ تشير إلى حدوث تراجع كبير في الأنهار الجليدية حول شبه الجزيرة القطبية الجنوبية.